# Fritz Von Erich
Jack Barton Adkisson, född 16 augusti 1929 i Jewett i Texas, död 10 september 1997, var en amerikansk wrestlare under namnet Fritz Von Erich,
Hans liv kantades av många tragedier samtidigt som han hade många ljusa stunder. När han började brottas gick han under namnet Jack Adkisson men efter att hans äldste son dog i en olycka som liten bytte han namn till Fritz Von Erich och sades komma från Berlin i Tyskland. Hans grepp "The Claw" mosade många motståndare. 
Von Erich fick ytterligare fem söner  som alla levde till vuxen ålder och höll på med wrestling. Idag[när?] är endast sonen Kevin Von Erich i livet. Fritz Von Erich fick se fem av sina söner dö av sjukdom, olyckor och självmord. Deras namn var Kerry Von Erich, Mike Von Erich, David Von Erich, Chris Von Erich och Jack Jr Adkisson.